# Herman F. Krueger
Herman Fred Krueger (* 5. April 1894 in Bern, Kansas; † 19. August 1991 in Powell, Wyoming) war ein US-amerikanischer Politiker (Demokratische Partei). Von 1937 bis 1939 war er Präsident (Speaker) des Repräsentantenhauses von Wyoming.

## Werdegang
Herman Krueger war der Sohn des aus Brandenburg eingewanderten Otto Krueger und dessen Ehefrau Virginia. Sein Vater arbeitete für ein Bergbauunternehmen und zog mit seiner Familie kurzzeitig nach Wyoming, wo sich Virginia Krueger aber nicht wohlfühlte, weshalb wenig später ein weiterer Umzug nach Nebraska erfolgte. Dort erwarb der junge Herman seinen Schulabschluss und arbeitete dann als Lehrer. Seinen Dienst bei der US Army leistete er in Texas ab, wo er während des Ersten Weltkrieges in einem Ausbildungslager nahe San Antonio tätig war. Nach dem Kriegseintritt der Vereinigten Staaten bewarb er sich um einen Einsatz als Kampfpilot. Nachdem er in Austin seine Ausbildung erhalten hatte, wurde er per Schiff nach Frankreich gebracht und schließlich dem ersten Luftgeschwader mit dem Einsatzort Italien zugewiesen. Er flog italienische Caproni-Bomber über österreichischem Gebiet und erhielt für seine gefahrvollen Missionen später das Kriegsverdienstkreuz Italiens.
Nach der Rückkehr aus dem Krieg ließ sich Krueger ab 1920 in Wyoming nieder. Er betätigte sich nahe Garland im Fahrzeughandel sowie im Bewässerungsgewerbe und heiratete 1925 in Deer Lodge (Montana) Celia Gordon. Außerdem fungierte er als örtlicher Leiter der American Legion.
Im Jahr 1930 wurde Krueger, ein gemäßigter Demokrat, für das Park County in das Repräsentantenhaus von Wyoming gewählt, dem er nach mehrfacher Wiederwahl zunächst bis 1939 angehörte. In seiner vorerst letzten Amtsperiode wurde er zum Speaker der Parlamentskammer berufen. Nachdem er 1938 auf eine erneute Kandidatur verzichtet hatte, absolvierte er eine weitere Legislaturperiode als Abgeordneter zwischen 1941 und 1943. Nach seinem Abschied aus der Politik wurde er Mitglied des State Board of Aeronautics und Präsident der Wyoming Soil Conservation Association. Bis 1964 war er als Rancher tätig. In seinem Ruhestand wechselte er den Wohnsitz zunächst zwischen Yuma (Arizona) und Lovell, ehe er sich Mitte der 1980er-Jahre dauerhaft in Wyoming niederließ. Er starb am 19. August 1991 in Powell.